# Iwajło Jordanow
Iwajło Stoimenow Jordanow (ur. 12 stycznia 1966 w Samokowie) – bułgarski piłkarz występujący na pozycji napastnika, defensywnego pomocnika i - na ostatnim etapie kariery - obrońcy, oraz trener piłkarski.

## Kariera piłkarska
Karierę rozpoczynał w barwach Rilskiego Sportistu Samokow, skąd w wieku dwudziestu jeden lat odszedł do beniaminka ekstraklasy Lokomotiwu Gorna Oriachowica. Przez pięć lat występów w tym klubie nie wygrał wprawdzie żadnego z ligowych trofeów (zespół musiał corocznie walczyć o uniknięcie spadku do Grupy B), ale indywidualne sukcesy, jak korona króla strzelców w sezonie 1990–1991, pozwoliły mu na wypromowanie się i zaowocowały propozycją transferu do Sportingu. W Portugalii spędził dziesięć lat okraszonych tytułem mistrza oraz dwoma zwycięstwami w rozgrywkach o Puchar Portugalii.
W reprezentacji Bułgarii zadebiutował w 1991 roku. Należy do najlepszego pokolenia bułgarskich piłkarzy, chociaż zawsze pozostawał w cieniu bardziej znanych kolegów, takich jak Christo Stoiczkow, Krasimir Bałykow i Jordan Leczkow. Silną pozycję w kadrze wywalczył dopiero przed Mundialem 1998. Był liderem reprezentacji w eliminacjach do Euro 2000, przegranych z Anglią, Szwecją i Polską.
Wcześniej brał udział w Mundialu 1994 (IV miejsce; zagrał w pięciu meczach, tylko w jednym od pierwszej minuty), Euro 1996 (runda grupowa; trzy mecze, dwa od pierwszej do ostatniej minuty) i Mundialu 1998 (runda grupowa; dwa mecze, oba od pierwszej do ostatniej minuty). Podobnie jak w klubach, tak w drużynie narodowej, jego pozycja na boisku była ruchoma i zależała od koncepcji selekcjonera albo rangi przeciwnika. Początkowo był napastnikiem (Mundial 1994), ale w ataku nie miał większych szans na wygranie rywalizacji z kimś z duetu Stoiczkow-Kostadinow. Na kolejnych turniejach był rozgrywającym lub - częściej - defensywnym pomocnikiem.
Z reprezentacją pożegnał się w 2000 roku.

## Sukcesy piłkarskie
- mistrzostwo Portugalii 2000, Puchar Portugalii 1995 i 2001 oraz Superpuchar Portugalii 1995 i 2000 ze Sportingiem
- Król strzelców bułgarskiej ekstraklasy sezonu 1990-91.
- Piłkarz roku 1998 w Bułgarii.

## Kariera szkoleniowa
Po zakończeniu kariery piłkarskiej pracował w sztabie szkoleniowym Sportingu, gdzie obserwował młody talent Cristiano Ronaldo.
Później przez trzy lata był asystentem Christo Stoiczkowa w reprezentacji Bułgarii. Nie udało im się jednak awansować z kadrą do Mundialu 2006 i Euro 2008.
W 2010 roku został włączony do sztabu Liteksu Łowecz przez ówczesnego trenera tej drużyny, Angeła Czerwenkowa. Na koniec sezonu 2010–2011 klub, prowadzony już przez dawnego kolegę z kadry Ljubosława Penewa, zdobył mistrzostwo kraju.